# The Quail Hunt

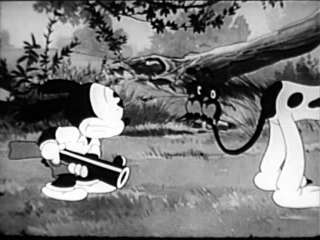
Aperçu du court métrage The Quail Hunt

The Quail Hunt est un court métrage de la série Oswald le lapin chanceux, produit par le studio Robert Winkler Productions et sorti le 23 septembre 1935. Il s'agit du second court-métrage réalisé par le grand Tex Avery.

## Fiche technique
- Titre : The Quail Hunt
- Série : Oswald le lapin chanceux
- Réalisateur : Walter Lantz, Tex Avery (non crédité)
- Scénario : Walter Lantz
- Animateur : Ray Abrams, Tex Avery, Cecil Surry
- Producteur : Walter Lantz
- Production : Walter Lantz Productions
- Distributeur : Universal Pictures
- Date de sortie : 23 septembre 1935[1]
- Musique: James Dietrich
- Format d'image : Noir et Blanc
- Langue : (en)
- Pays de production :  États-Unis